# Komenda Rejonu Uzupełnień Miechów

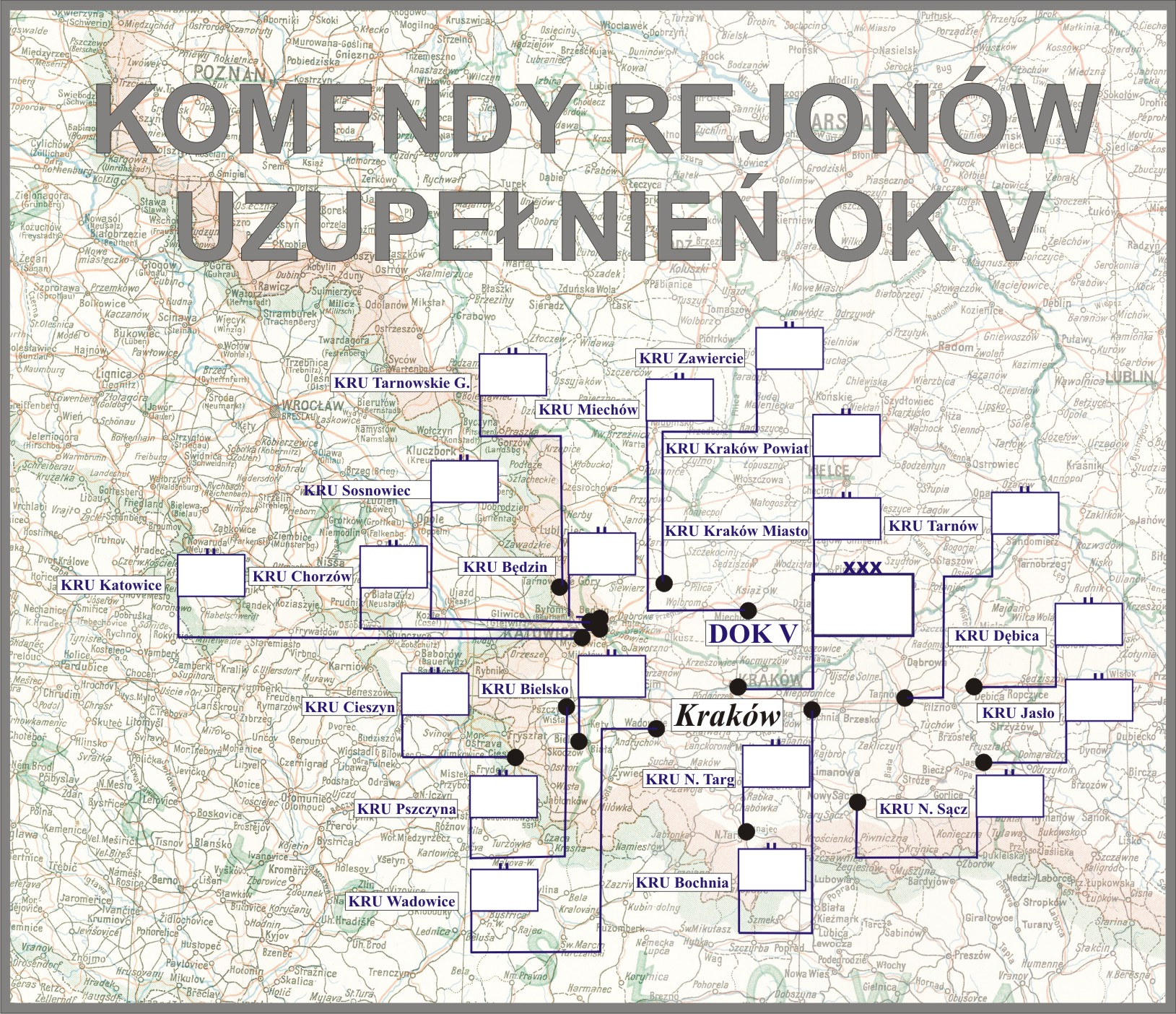
Komendy rejonów uzupełnień OK V

Komenda Rejonu Uzupełnień Miechów (KRU Miechów) – organ wojskowy właściwy w sprawach uzupełnień Sił Zbrojnych II Rzeczypospolitej i administracji rezerw w powierzonym mu rejonie.

## Historia komendy
We wrześniu 1919 roku w Okręgu Generalnym „Kielce” została ustanowiona Powiatowa Komenda Uzupełnień 25 Pułku Piechoty w Miechowie. Komenda administrowała powiatami: miechowskim i jędrzejowskim. W listopadzie 1921 roku PKU 25 pp została przemianowana na Powiatową Komendę Uzupełnień Miechów i włączona w skład Okręgu Korpusu Nr V. Okręg poborowy PKU Miechów obejmował powiaty: miechowski i olkuski.
18 listopada 1924 roku weszła w życie ustawa z dnia 23 maja 1924 roku o powszechnym obowiązku służby wojskowej, a 15 kwietnia 1925 roku rozporządzenie wykonawcze ministra spraw wojskowych do tejże ustawy, wydane 21 marca tego roku wspólnie z ministrami: spraw wewnętrznych, zagranicznych, sprawiedliwości, skarbu, kolei, wyznań religijnych i oświecenia publicznego, rolnictwa i dóbr państwowych oraz przemysłu i handlu. Wydanie obu aktów prawnych wiązało się z przejęciem przez władze cywilne (administracji I instancji) większości zadań związanych z przygotowaniem i przeprowadzeniem poboru. Przekazanie większości zadań władzom cywilnym umożliwiło organom służby poborowej zajęcie się wyłącznie racjonalnym rozdziałem rekruta oraz ewidencją i administracją rezerw. Do tych zadań dostosowana została organizacja wewnętrzna powiatowych komend uzupełnień i ich składy osobowe. Poszczególne komendy różniły się między sobą składem osobowym w zależności od wielkości administrowanego terenu.
Zadania i nowa organizacja PKU określone zostały w wydanej 27 maja 1925 roku instrukcji organizacyjnej służby poborowej na stopie pokojowej. W skład PKU Miechów wchodziły dwa referaty: I) referat administracji rezerw i II) referat poborowy. Nowa organizacja i obsada służby poborowej na stopie pokojowej według stanów osobowych L. O. I. Szt. Gen. 3477/Org. 25 została ogłoszona 4 lutego 1926 roku. Z tą chwilą zniesione zostały stanowiska oficerów ewidencyjnych.
12 marca 1926 roku została ogłoszona obsada personalna Przysposobienia Wojskowego, zatwierdzona rozkazem Dep. I L. 6000/26 przez pełniącego obowiązki szefa Sztabu Generalnego gen. dyw. Edmunda Kesslera, w imieniu ministra spraw wojskowych. Zgodnie z nową organizacją pokojową Przysposobienia Wojskowego zostały zlikwidowane stanowiska oficerów instrukcyjnych przy PKU, a w ich miejsce utworzone rozkazem Oddz. I Szt. Gen. L. 7600/Org. 25 stanowiska oficerów przysposobienia wojskowego w pułkach piechoty.
Od 1926 roku, obok ustawy o powszechnym obowiązku służby wojskowej i rozporządzeń wykonawczych do niej, działalność PKU Miechów normowała „Tymczasowa instrukcja służbowa dla PKU”, wprowadzona do użytku rozkazem MSWojsk. Dep. Piech. L. 100/26 Pob.
W marcu 1930 roku PKU Miechów nadal podlegała Dowództwu Okręgu Korpusu Nr V i administrowała powiatami: miechowskim i olkuskim. W grudniu tego roku posiadała skład osobowy typ I.
31 lipca 1931 roku gen. dyw. Kazimierz Fabrycy, w zastępstwie ministra spraw wojskowych, rozkazem B. Og. Org. 4031 Org. wprowadził zmiany w organizacji służby poborowej na stopie pokojowej. Zmiany te polegały między innymi na zamianie stanowisk oficerów administracji w PKU na stanowiska oficerów broni (piechoty) oraz zmniejszeniu składu osobowego PKU typ I–IV o jednego oficera i zwiększeniu o jednego urzędnika II kategorii. Liczba szeregowych zawodowych i niezawodowych oraz urzędników III kategorii i niższych funkcjonariuszy pozostała bez zmian.
11 listopada 1931 roku ogłoszono nadanie Krzyża Niepodległości st. sierż. Władysławowi Fugielowi z PKU Miechów.
1 lipca 1938 roku weszła w życie nowa organizacja służby uzupełnień, zgodnie z którą dotychczasowa PKU Miechów została przemianowana na Komendę Rejonu Uzupełnień Miechów przy czym nazwa ta zaczęła obowiązywać 1 września 1938 roku, z chwilą wejścia w życie ustawy z dnia 9 kwietnia 1938 roku o powszechnym obowiązku wojskowym. Obok wspomnianej ustawy i rozporządzeń wykonawczych do niej, działalność KRU Miechów normowały przepisy służbowe MSWojsk. D.D.O. L. 500/Org. Tjn. Organizacja służby uzupełnień na stopie pokojowej z 13 czerwca 1938 roku. Zgodnie z tymi przepisami komenda rejonu uzupełnień była organem wykonawczym służby uzupełnień .
Komendant rejonu uzupełnień w sprawach dotyczących uzupełnień Sił Zbrojnych i administracji rezerw podlegał bezpośrednio dowódcy Okręgu Korpusu Nr V, który był okręgowym organem kierowniczym służby uzupełnień. Rejon uzupełnień nie uległ zmianie i nadal obejmował powiaty: miechowski i olkuski.

## Obsada personalna
Poniżej przedstawiono wykaz oficerów zajmujących stanowisko komendanta Powiatowej Komendy Uzupełnień i komendanta rejonu uzupełnień oraz wykaz osób funkcyjnych (oficerów i urzędników wojskowych) pełniących służbę w PKU i KRU Miechów, z uwzględnieniem najważniejszych zmian organizacyjnych przeprowadzonych w 1926 i 1938 roku.
Komendanci
- ppłk Konstanty Niwiński (do 12 IX 1919[25][26])
- mjr Kazimierz Grabowski (12 IX[27] – 12 XII 1919 → komendant PKU 36 pp)
- płk Aleksander Teleżyński (VIII 1920[28] – 18 II 1921)
- ppłk Kalikst Kędzierski (18 II – X 1921[28])
- ppłk Ludwik Postępski (do 1 IX 1922 → komendant PKU Radom[29])
- ppłk piech. Wacław Wałda (1 IX 1922[29] – II 1927 → stan spoczynku z dniem 30 IV 1927[30])
- ppłk żand. / piech. Adam Dobrzański (VII 1927 – III 1930 → komendant PKU Jarosław)
- mjr kanc. Aleksander Seweryn Marian Geringer (1930[31] – 1 IX 1932 → komendant PKU Kołomyja I)
- ppłk dypl. piech. dr Kazimierz Putek (1 IX 1932 – VI 1934 → komendant PKU Kraków Powiat)
- ppłk dypl. sap. Czesław Pawłowicz (VI 1934 – X 1935 → dyspozycja szefa Biura Personalnego MSWojsk.)
- ppłk adm. (samoch.) Władysław Damski[b] (XI 1935 – 1939[34])

Obsada pozostałych stanowisk funkcyjnych PKU w latach 1921–1925
- I referent
  - urzędnik wojsk. X rangi / kpt. kanc. Franciszek Rejkowski (1923 – X 1925[37] → I referent PKU Kraków Miasto)
  - mjr piech. Ludwik Trznadel (X 1925[37] – II 1926 → kierownik I referatu)
- referent – urzędnik wojsk. XI rangi Józef Teofil Szemla (1923)
- referent – urzędnik wojsk. XI rangi Józef Wittman (1923)
- II referent – kpt. piech. Zygmunt Gronczyński (1 XII 1924[38] – IV 1925 → oficer instrukcyjny)
- oficer instrukcyjny
  - por. piech. Albin Hrapkowicz (1923 – IV 1925[39] → 73 pp)
  - kpt. piech. Zygmunt Gronczyński[c] (IV[39] – VII 1925[41] → 60 pp)
- oficer ewidencyjny na powiat miechowski – urzędnik wojsk. X rangi / por. kanc. Wincenty Rożniatowski (od 1 XII 1922[42], był w 1924)
- oficer ewidencyjny na powiat olkuski
  - urzędnik wojsk. X rangi Mieczysław Jan Sikorski (1923)
  - por. kanc. Ludwik Pawelec (od IV 1925[43])

Obsada pozostałych stanowisk funkcyjnych PKU w latach 1926–1938
- kierownik I referatu administracji rezerw i zastępcą komendanta
  - mjr / ppłk piech. Ludwik Trznadel (II 1926 – V 1927[47] → komendant PKU Wadowice)
  - mjr piech. Jarosław Zawałkiewicz (IV 1928 – III 1929 → dyspozycja dowódcy OK V)
  - mjr piech. Stanisław Julian Papiz[d] (p.o. III 1929[53][54] – IX 1930[55] → dyspozycja dowódcy OK V)
  - kpt. piech. Mieczysław Truszkowski[e] (IX 1930[57] – 31 X 1934[58] → stan spoczynku)
  - kpt. piech. Wilhelm Franciszek Ślizowski (1934 – VI 1938 → kierownik I referatu KRU)
- kierownik II referatu poborowego
  - por. kanc. Wincenty Rożniatowski (od II 1926)
  - por. kanc. dr Józef Stanisław Szymaszkiewicz (VII 1927 – IX 1930[59] → praktyka sądowa w WSO Nr II)
  - por. kanc. Antoni Jan Donigiewicz (IX 1930[60] – 29 II 1932[61] → stan spoczynku)
  - kpt. piech. Władysław II Urban[f] (III 1932 – był w VI 1935)
- referent – por. kanc. Antoni Jan Donigiewicz (II 1926 – IX 1930 → kierownik II referatu)

Obsada pozostałych stanowisk funkcyjnych KRU w latach 1938–1939
- kierownik I referatu ewidencji – kpt. adm. (piech.) Wilhelm Franciszek Ślizowski[h] †1940 Charków[74]
- kierownik II referatu uzupełnień – kpt. adm. (tab.) Stanisław Szablewski †1940 Charków[75]